# Ярбро, Райан
Райан Кристиан Ярбро (англ. Ryan Christian Yarbrough, 31 декабря 1991, Лейкленд) — американский бейсболист, питчер клуба МЛБ «Тампа-Бэй Рейс».

## Карьера
Райан учился в колледже Санта-Фе, закончив его в 2011 году. Затем он поступил в университет Олд Доминион, в команде которого он продолжил играть в бейсбол. На драфте 2014 года Ярбро был выбран «Сиэтлом» в четвёртом раунде под общим 111 номером. Подписав контракт, Райан начал профессиональную карьеру в «Пуласки Маринерс» и «Эверетт Аква Сокс». В 2016 году он выходил стартовым питчером клуба AA-лиги «Джексон Дженералс» в 25 играх, одержав в них 12 побед при 4 поражениях. В том же сезоне Ярбро был признан лучшим питчером Южной лиги.
В январе 2017 года «Маринерс» обменяли Райана, Маллекса Смита и Карлоса Варгаса в «Тампу-Бэй Рейс» на питчера Дрю Смайли. Сезон 2017 года он провёл в AAA-лиге в составе «Дарем Буллз», одержав 13 побед при 6 поражениях. В ноябре «Рейс» включили Ярбро в расширенный состав команды. В марте 2018 года тренерский штаб клуба включил Райана в число питчеров буллпена. Дебют Ярбро состоялся в игре против «Бостон Ред Сокс». В начале чемпионата он выходил на поле как реливер, также иногда выполняя роль стартового питчера.